# Fred Wacker
Fred Wacker (Chicago, Illinois, 1918. július 10. – Lake Bluff, Illinois, 1998. június 16.) amerikai autóversenyző.

## Pályafutása
1951-ben és 1953-ban rajthoz állt a Le Mans-i 24 órás versenyen, ám a két futam egyikén sem ért célba.
1953-ban és 1954-ben összesen öt világbajnoki Formula–1-es nagydíjon volt jelen. Ezek közül mindössze három alkalommal tudott indulni a futamon is. Pontot nem szerzett, legjobb eredményét az 54-es olasz nagydíjon érte el, amikor a hatodik helyen ért célba. Pályafutása alatt részt vett több, a világbajnokság keretein kívül rendezett Formula–1-es versenyen is.

## Eredményei

### Le Mans-i 24 órás autóverseny
| Év   | Csapat            | Autó               | Csapattárs  | Helyezés |
| ---- | ----------------- | ------------------ | ----------- | -------- |
| 1951 | Briggs Cunningham | Cunningham C2-R    | George Rand | Kiesett  |
| 1953 | Rees T. Makins    | O.S.C.A. MT-4 1300 | Phil Hill   | Kiesett  |

### Teljes Formula–1-es eredménylistája
(Táblázat értelmezése)

(Félkövér: pole-pozícióból indult; dőlt: leggyorsabb kört futott) 

| Év   | Csapat         | Modell          | Motor              | 1   | 2   | 3      | 4     | 5   | 6   | 7      | 8      | 9       | Helyezés | Pont |
| ---- | -------------- | --------------- | ------------------ | --- | --- | ------ | ----- | --- | --- | ------ | ------ | ------- | -------- | ---- |
| 1953 | Equipe Gordini | Gordini Type 16 | Gordini Straight-6 | ARG | 500 | NED Ni | BEL 9 | FRA | GBR | GER    | SUI Ni | ITA     | -        | 0    |
| 1954 | Equipe Gordini | Gordini Type 16 | Gordini Straight-6 | ARG | 500 | BEL    | FRA   | GBR | GER | SUI Ki | ITA 6  | ESP DNA | -        | 0    |